# 高口洋人
高口 洋人（正確には髙口洋人。たかぐち ひろと、1970年9月19日 - ）は京都府出身の日本の環境学者、建築家。早稲田大学教授。専門は都市環境工学、建築設備システム学、環境メディア学。通名であり本名は高口洋瑞

## プロフィール
- 京都に生まれ、大阪の名刹・一心寺で育つ。
- 高口恭行（僧侶、元建築家）は実父、高口真寤（俳優）は実弟。
- 大倉酒造研究所（現・月桂冠総合研究所）初代所長、伏見醸友会初代会長を務めた浜崎秀は曾祖父にあたる。
- 大阪府立高津高等学校卒業（高校在学中にアメリカに一年留学）
- 早稲田大学理工学部建築学科卒業、早稲田大学大学院理工学研究科修了。早稲田大学で学位（工学博士）を取得した。尾島俊雄研究室に所属し、同級生には、森川嘉一郎（明治大学教授）、吉村靖孝（早稲田大学教授）、中島裕輔（工学院大学教授）、池村潤（建築家）、小柳秀光（北海道学園大学教授）、倉本琢（建築家）、平本英行（建築家）、真野洋介（東京工業大学教授）、三宅諭（岩手大学准教授）、山崎幹泰（金沢工業大学教授）、山崎義人（東洋大学教授）、長澤夏子（お茶の水女子大および東北大学教授）、美濃部幸郎（建築家）らがいる。
- 早稲田大学理工学部助手を経て同理工学総合研究センター講師に就任。
- 2004年より九州大学人間環境学府・人間環境学研究院特任助教授に就任し、九州大学21世紀COEプログラム「循環型住空間システムの構築」の学術研究員を務める。
- 2007年より早稲田大学創造理工学部准教授に就任。2012年より早稲田大学教授。
- 2015年に開催されたゼロエネルギー住宅コンペ、エネマネハウス2015で最優秀賞を受賞。
- 大学院在学中に浄土宗僧侶の資格を取得している。現在、埼玉県加須市にある龍蔵寺 (加須市)の住職も務める。
- 建築家としての実績は龍蔵寺倶会堂の設計などがある。
- 2020年から2021年の建築学会学会誌、建築雑誌の編集長を務める。
- 2022年から早稲田大学研究推進部副部長を務める。